# Wiesław Szymczak
Wiesław Szymczak (ur. 3 czerwca 1931 w Łodzi) – polski działacz partyjny i państwowy, inżynier włókiennik, ekonomista oraz dyplomata, podsekretarz stanu w resortach związanych z przemysłem (1975–1981) i handlem zagranicznym (1983–1988).

## Życiorys
Syn Szczepana i Kazimiery. Od 1933 do 1945 przebywał w Głownie, gdzie ukończył szkołę podstawową (1945), zaś w Łodzi został absolwentem I Liceum Ogólnokształcącego im. Mikołaja Kopernika (1950). Pomiędzy 1947 a 1954 działał kolejno w Związku Walki Młodych i Związku Młodzieży Polskiej. Ukończył inżynierię włókiennictwa na Politechnice Łódzkiej (1954) i ekonomię w ramach studium ekonomicznego dla inżynierów przy Uniwersytecie Łódzkim (1967). Po studiach podjął pracę w Zakładach Przemysłu Dziewiarskiego im. Tadeusza Rychlińskiego w Łodzi, gdzie został kierownikiem działu przygotowania produkcji, następnie kierował jednym z działów w Zakładach Przemysłu Dziewiarskiego im. Wacława Głażewskiego tamże. W 1957 objął funkcję wicedyrektora, a od 1965 do 1970 pozostawał dyrektorem Zakładów Przemysłu Dziewiarskiego „Sira” w Sieradzu. W latach 1970–1975 dyrektor naczelny Zjednoczenia Przemysłu Dziewiarskiego i Pończoszniczego w Łodzi.
W 1955 wstąpił do Polskiej Zjednoczonej Partii Robotniczej. Był m.in. członkiem egzekutywy KZ PZPR przy Zakładach Przemysłu Dziewiarskiego „Sira” oraz członkiem egzekutywy i plenum Komitetu Łódzkiego PZPR. Pełnił funkcję podsekretarza stanu kolejno w: Ministerstwie Przemysłu Lekkiego (luty 1975 – sierpień 1981), Ministerstwie Przemysłu Chemicznego i Lekkiego (sierpień 1981 – styczeń 1983), Ministerstwie Handlu Zagranicznego (czerwiec 1986 – październik 1987) oraz Ministerstwie Współpracy Gospodarczej z Zagranicą (grudzień 1987 – listopad 1988). Przewodniczył także Zespołowi Konsultacyjnemu ds. Wzornictwa w Przemyśle Lekkim oraz Zespołowi ds. Operatywnego Zabezpieczenia Realizacji Eksportu do ZSRR. W latach 1983–1986 radca handlowy i minister pełnomocny w ambasadzie w Moskwie, w 1988 został radcą handlowym ambasady w Bukareszcie.